# G5RV-Antenne

Aufbau einer G5RV-Antenne

Eine G5RV-Antenne ist eine Antenne für den Kurzwellenbereich (KW), welche durch einen besonders einfachen Aufbau charakterisiert ist und zu den nichtresonanten Multibandantennen zählt. Die Antennenbauform wurde 1946 von Reginald Louis Varney entwickelt, die Bezeichnung leitet sich von seinem Amateurfunkrufzeichen G5RV ab, aber erst 1958 veröffentlicht. Sie wird vor allem im Amateurfunk als leicht selber aufzubauende, kostengünstige und leicht zu installierende Antenne für den Kurzwellenbetrieb eingesetzt und ist insbesondere in Nordamerika unter KW-Amateurfunkern verbreitet.
Die Antenne besteht, wie in nebenstehender Abbildung dargestellt, aus einem zentrisch gespeisten horizontalen Dipol und einer Flachbandleitung (englisch Ladderline) mit einer Leitungsimpedanz von 300 Ω. Die Flachbandleitung dient als Impedanztransformator zur direkten Anbindung eines üblichen Koaxkabels mit 50 Ω. Mit den angeführten geometrischen Längenangaben ist die Antenne für das 20 m-Band auf 14,2 MHz abgestimmt, kann aber durch Verwendung eines zusätzlichen Antennentuners in einem erweiterten Frequenzbereich von ca. 3 MHz bis 30 MHz verwendet werden und deckt damit praktisch den kompletten Kurzwellenbereich ab.
Daneben existieren von dieser Antennenbauform im Aufbau und den mechanischen Abmessungen adaptierte Variationen für verschiedene Anwendungszwecke. Ein Beispiel für eine Variation der G5RV ist die ZS6BKW-Antenne.